# Léo Baptistão
Leonardo Carrilho Baptistão (Santos, 26 augustus 1992) - alias Léo Baptistão - is een Braziliaans voetballer die doorgaans als aanvaller speelt. Hij verruilde Santos FC in 2022 voor UD Almería.

## Clubcarrière
Baptistão verhuisde op zestienjarige leeftijd naar Spanje om bij de jeugd van Rayo Vallecano te voetballen. De club hevelde hem in juli 2011 over naar het eerste elftal gehaald. Bij zijn eerste wedstrijd viel hij meteen uit met een gebroken sleutelbeen. Het daaropvolgende seizoen maakte Baptistão zijn debuut voor Rayo Vallecano in de Primera División. Op 25 augustus 2012 won hij als basisspeler met zijn teamgenoten met 1-2 bij Real Betis. Baptistão maakte de winnende treffer. Hij speelde dat seizoen 28 competitiewedstrijden en maakte daarin zeven doelpunten.
Atlético Madrid nam Baptistão in 2013 over van Rayo Vallecano. Hij tekende een contract voor vijf jaar in de Spaanse hoofdstad. Hiervoor speelde hij in zijn eerste halfjaar vijf competitiewedstrijden, waarna Atlético hem voor de tweede helft van het seizoen verhuurde aan Real Betis. Daarom volgde gedurende het seizoen 2014/15 een verhuur aan Rayo Vallecano en gedurende 2015/16 een verhuur aan Villarreal CF.
Baptistão liet Atlético Madrid in juli 2016 definitief achter zich en tekende een contract tot medio 2021 bij RCD Espanyol. Later speelde hij nog in China bij Wuhan Zall, keerde hij terug naar zijn thuisland bij Santos alvorens hij in 2022 weer in Spanje ging spelen bij UD Almería.

## Clubstatistieken
| Seizoen | Club             | Competitie         | Duels | Goals |
| ------- | ---------------- | ------------------ | ----- | ----- |
| 2011/12 | Rayo Vallecano B | Segunda División B | 17    | 4     |
| 2012/13 | Rayo Vallecano   | Primera División   | 28    | 7     |
| 2013/14 | Atlético Madrid  | Primera División   | 5     | 0     |
| 2013/14 | → Real Betis     | Primera División   | 17    | 1     |
| 2014/15 | → Rayo Vallecano | Primera División   | 25    | 7     |
| 2015/16 | → Villarreal     | Primera División   | 26    | 3     |
| 2016/17 | RCD Espanyol     | Primera División   | 21    | 6     |
| 2017/18 | RCD Espanyol     | Primera División   | 36    | 8     |
| 2018/19 | RCD Espanyol     | Primera División   | 20    | 2     |
| 2019    | Wuhan Zall       | China Super League | 13    | 3     |

## Erelijst
| Kampioen Primera División | 1x | 2013/14 |